# Rågsveds naturreservat
Rågsveds naturreservat ligger i stadsdelen Rågsved i Stockholms kommun. Naturreservatet invigdes i september 2018.

## Beskrivning
I maj 2018 fattade Stockholms kommunfullmäktige beslut om att inrätta ett nytt naturreservat i stadsdelen Rågsved, på gränsen till Huddinge kommun. Naturreservatet är 94 hektar stort varav 13 hektar är vatten. Innan reservatet bildades kallades området för Rågsveds friområde. Anledningen till att man beslutade att bilda naturreservatet var att ge friområdet ett starkare skydd. Området omfattar bland annat Kräppladikets och Magelungsdikets dalgångar samt en liten del av nordvästra sjön Magelungen. Kostnaden för att inrätta det nya naturreservatet beräknas till 54,9 miljoner kronor. Det finns planer på att i en framtid utvidga Rågsveds naturreservat söderut att omfatta även skogs- och bergsområdet Kynäsberget som ligger i Huddinge kommun.

## Bilder

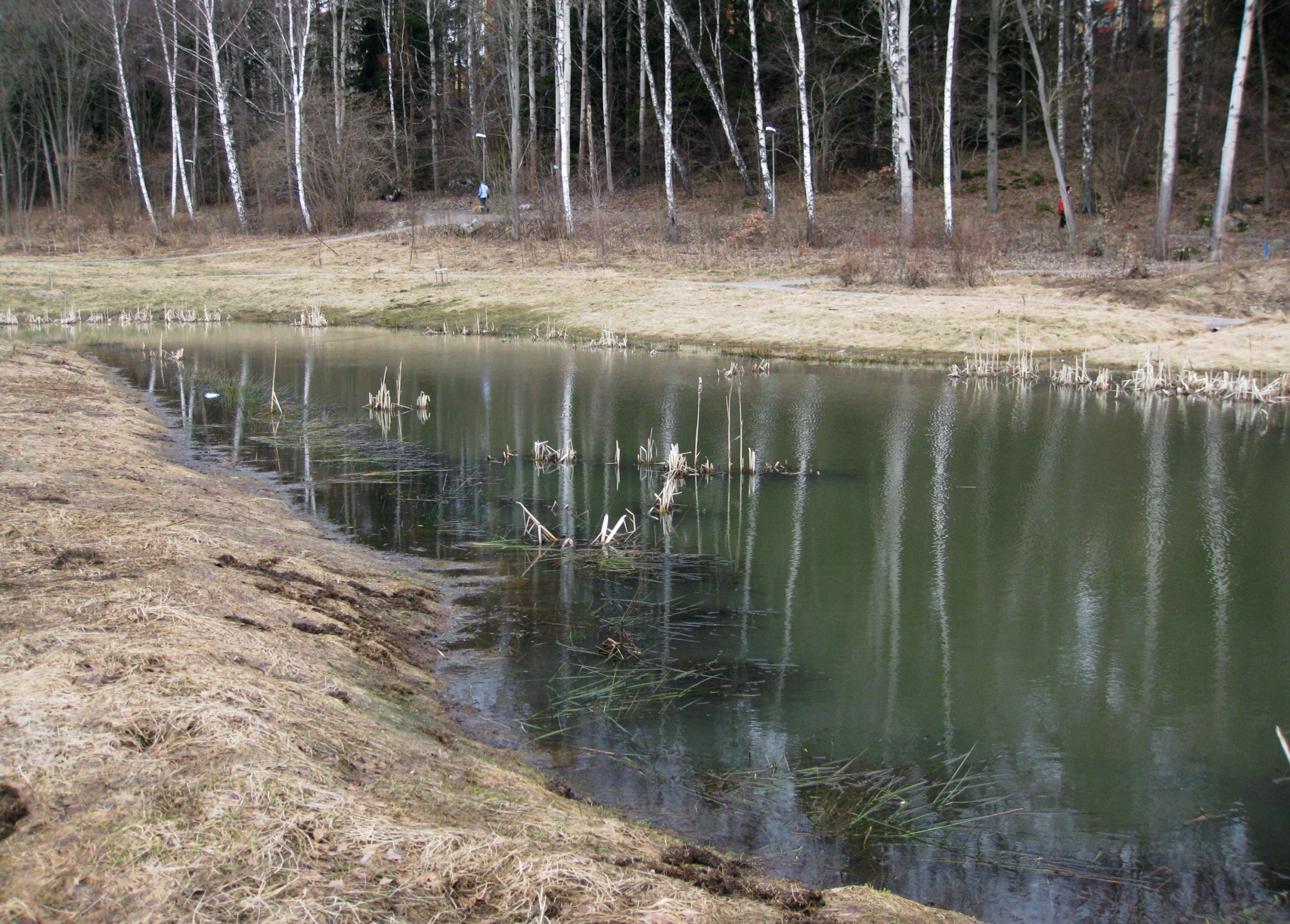
Kräppladiket
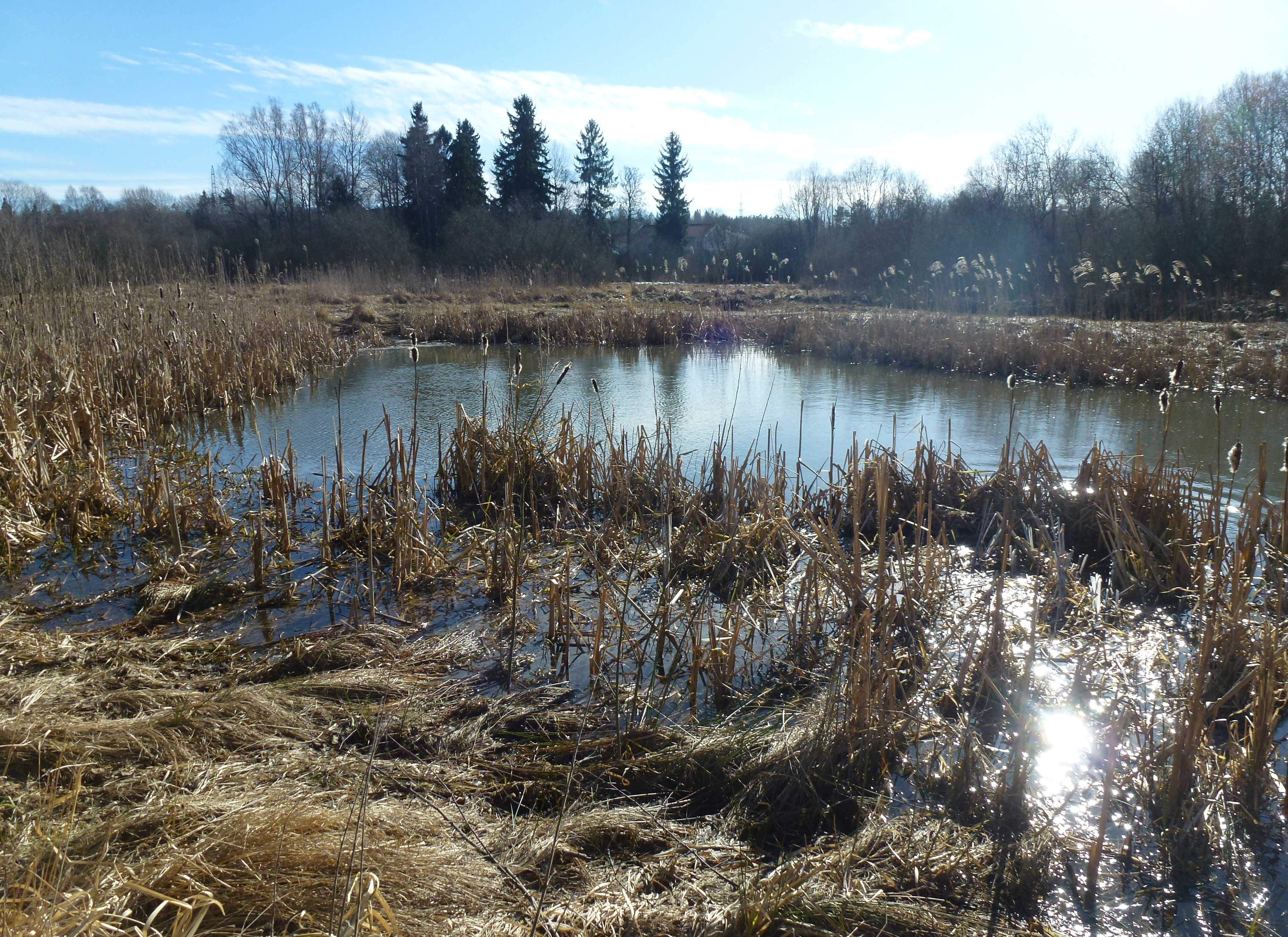
Kräpplaån
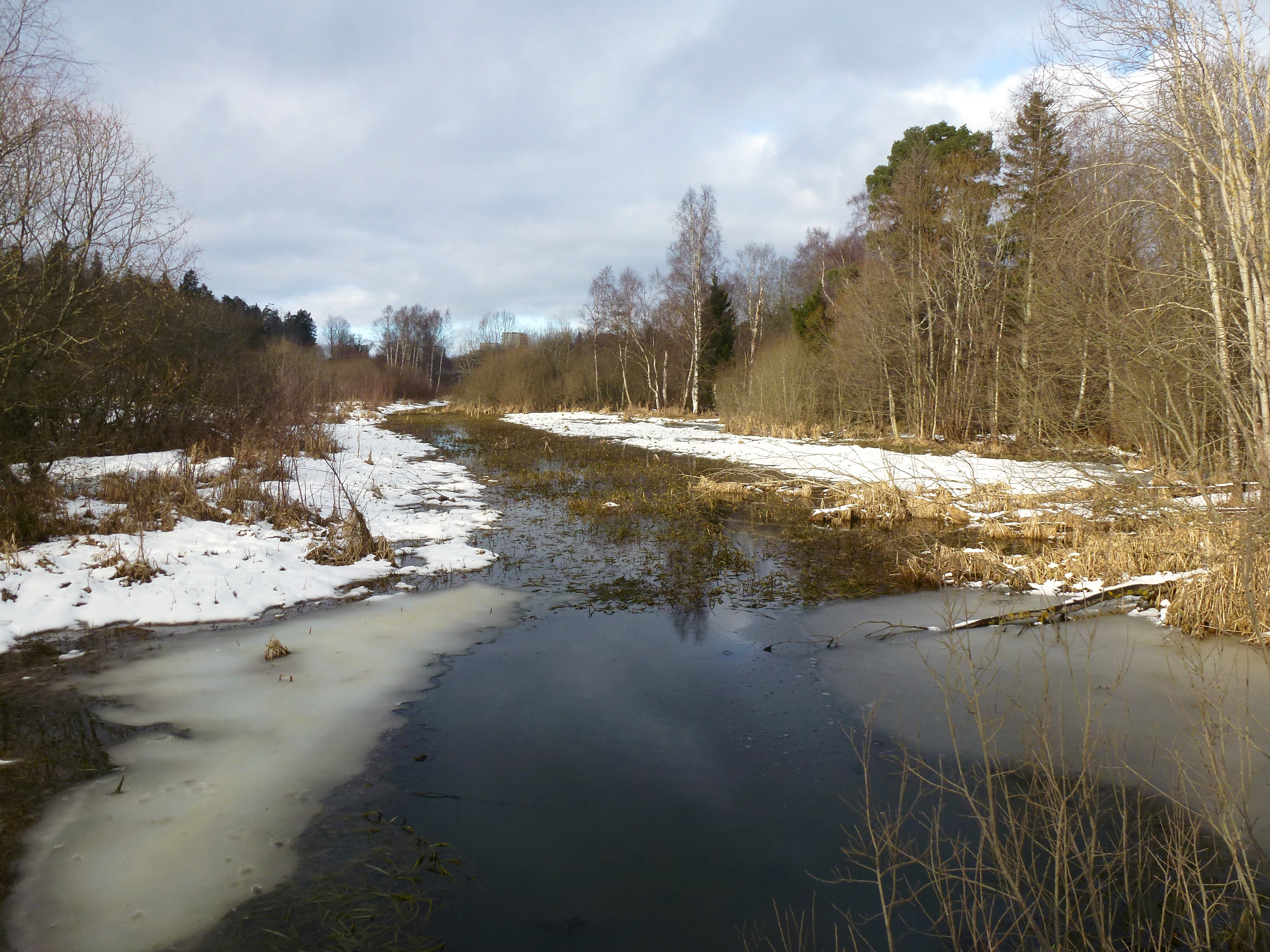
Magelungsån
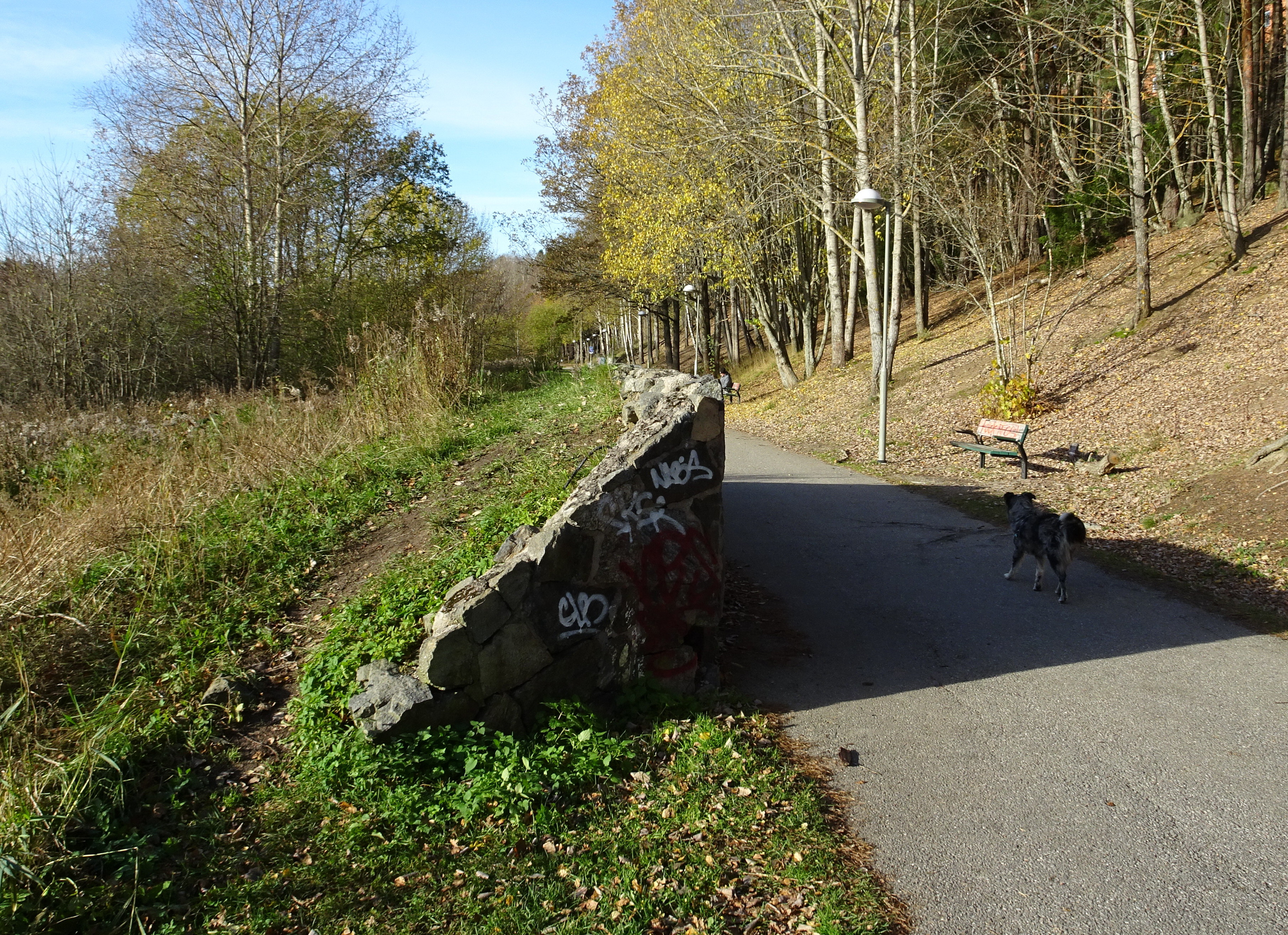
Söderskjutbanans markörgrav vid gamla byvägen.